# Calapodești, Bacău
Calapodești (în trecut, Vultureni) este un sat în comuna Dealu Morii din județul Bacău, Moldova, România. Este locul de naștere al lui Antipa de la Calapodești, sfânt de Biserica Ortodoxă și comemorat de aceasta în data de 10 ianuarie. Satul se află la 70 km sud-est de municipiul Bacău, fiind aproape de Adjud și Bârlad. Nu departe de Calapodești, pe drumul ce duce spre Adjud, se află mormântul ieromonahului Nicodim Sachelarie, autorul Pravilei Bisericești, un rezumat al Pidalionului.